# Martin Špegelj
Martin Špegelj (11. listopadu 1927 – 11. května 2014) byl chorvatský armádní generál a politik, který působil jako druhý ministr obrany Chorvatska a později náčelník generálního štábu nové chorvatské armády a generální inspektor armády. Jeho snaha zorganizovat a vyzbrojit armádu od nuly byla považována za zásadní při pomoci Chorvatsku přežít první rok chorvatské války za nezávislost. Částečně kvůli neshodám s prezidentem Franjo Tuđmanem odešel v roce 1992 do důchodu poté, co válka zamrzla trvalým příměřím na konci roku 1991.

## Život
Martin Spegelj se narodil 11. listopadu 1927 ve městě Stari Gradac v opčině Pitomača. Během druhé světové války byl partyzánským vojákem. Nakonec se stal generálem armádního okruhu 5. jugoslávské armády (JNA) se sídlem v Záhřebu v Chorvatsku.
Po prvních svobodných volbách v Chorvatsku byl druhým ministrem obrany. Špegelj byl jedním z mála v nejvyšším vedení Chorvatska, kdo považoval blížící se válku za nevyhnutelnou. Spolu se slovinským velením formuloval Špegelj společný obranný plán pro případ, že by jedna ze zemí byla napadena JNA. Ve stejné době pašoval zbraně do Jugoslávie, vyzbrojoval polovojenské jednotky a organizoval je pro útoky na legitimní síly JNA.

## Nahrávky
Na začátku války v Chorvatsku v polovině roku 1990 chorvatští Srbové zorganizovali ozbrojené povstání (známé jako Balvanová revoluce), kterým odmítli přijmout autoritu chorvatské vlády. Protože je podporovala JNA (nejprve skrytě, pak otevřeně), chorvatské síly byly špatně vyzbrojené, a tak Špegelj podnikl kampaň získávání zbraní prostřednictvím černého trhu, dovážející zbraně z bývalých zemí Varšavské smlouvy jako je Maďarsko a Rumunsko.
V říjnu 1990 byl zachycen na pásce, jak mluví s asistentem, který byl ve skutečnosti tajným agentem kontrarozvědky (KOS). V té době válka v Chorvatsku ještě nezačala. V rozhovorech Špegelj hovoří o vyzbrojování Chorvatů v rámci přípravy na odtržení Chorvatska a blížící se občanskou válku. Takzvané Špegeljovy pásky byly převedeny do dokumentárního filmu vojenským filmovým centrem Zastava a odvysílány v lednu 1991 širší jugoslávské veřejnosti. Byly zveřejněny, aby podpořily útok bělehradské vlády proti nově zvolené chorvatské vládě.
Chorvatské vedení, včetně samotných hlavních „aktérů“, zpočátku nahrávky rychle zamítlo jako falešné a tvrdilo, že pravděpodobně neškodné videonahrávky byly následně dabovány. Jejich pravost však později potvrdil chorvatský prezident Stjepan Mesić, který jako jeden z prvních na chorvatské straně přiznal, že nahrávky jsou autentické, ačkoli tvrdil, že některé věty byly vytrženy z kontextu.
Vedení JNA v Bělehradě chtělo, aby za to Špegelj čelil soudu za zradu. V důsledku aféry a kvůli uklidnění napětí ho Tuđman odvolal z funkce. Špegelj ze strachu o život uprchl do Rakouska, kde zůstal několik měsíců. 

## Návrat do Chorvatska
Vzhledem k rostoucímu napětí a prvních mrtvých v blížící se válce byl Špegelj přesvědčen, aby se vrátil do Chorvatska a stal se náčelníkem štábu nové armády, která se formovala.
Když v červnu 1991 nastala slovinská válka, Špegelj obhajoval aktivaci plánu společné obrany, který by uvedl Chorvatsko do války proti JNA napadením jejích kasáren v Chorvatsku (Špegeljův plán). Tuđman se však obával konfrontace a odmítl Slovince podpořit.
Špegelj byl poté jmenován generálním inspektorem chorvatské armády, nahrazen částečně kvůli jeho neshodám s Tuđmanem.
Jen o několik měsíců později vypukla totální válka a Špegeljův plán útoku na kasárna JNA v Chorvatsku byl realizován a vyústil v bitvu o kasárna, čímž Chorvatsko získalo tolik potřebné těžké zbraně.
Válka v Chorvatsku vstoupila do fáze nižší intenzity po podepsání příměří zprostředkovaného OSN na začátku roku 1992. Špegelj poté oficiálně odešel do výslužby.

## Po válce a kritika
Po válce se Špegelj stal zuřivým kritikem Tuđmanovy politiky a obviňoval jej a jeho stoupence z válečného prospěchářství. V roce 2001 vydal svou autobiografii, ve které byl velmi kritický k Tuđmanově straně HDZ a jejím politickým manévrům, které podle něj zbytečně eskalovaly válku. Obvinil je také z podpory bosensko-chorvatského separatismu, což vedlo k jejich konfliktu s Bosňáky během bosenské války.
Špegelj byl zase kritizován protuđmanovskými složkami chorvatské armády, zejména admirálem Davorem Domazetem-Lošo, který se domnívá, že slovinská válka v červnu 1991 byla jen záminkou k vtažení Chorvatska do konfliktu.